# Wilusa
Wilusa o Wiluša era una ciutat (o potser un regne) de la regió de la Tròade que les fonts hitites de finals del segle xiii aC trobades a la ciutat d'Hattusa, diuen que formava part d'una confederació anomenada Assuwa.
També estava federada a Arzawa, una regió formada per, almenys, cinc regnes de vegades confederats entre ells i d'altres no: el Regne d'Arzawa, Mira, Hapalla, Riu Seha, i Wilusa. Wilusa se l'ha identificat amb l'homèrica Ílion. Ilios i Ilion (Ἴλιος, Ἴλιον), que són noms alternatius de Troia en la llengua grega antiga, estan relacionats etimològicament amb Wilusa. És un debat obert, ja que el nom de Troia es relaciona també amb Taruisa o Taruiša o *Tar'h'uisa, en llengua luvi, pel nom del déu hitita Taru/Tarhui. Jeroni d'Estridó va escriure un Cronicó, cap a l'any 380 on identifica Wilusa amb Troia.

## Història
El rei hitita Hattusilis I a la segona meitat del segle XVII aC va sotmetre Arzawa temporalment, però el regne no va tardar a recuperar la independència. Wilusa, també sotmesa segurament al mateix temps, va seguir dominada pels hitites com es testimonia pels regals enviats periòdicament des de Wilusa al rei hitita. El governant en temps de Subiluliuma I era Kukkuni, identificat amb el grec Cicne, rei de la ciutat de Colones a la Tròade i heroi de la Guerra de Troia, fill de Posidó, que segons la tradició va morir a mans d'Aquil·les.
Wilusa era aliada d'Arzawa en els darrers moments d'aquest regne. Al final de la guerra, extingit el Regne d'Arzawa, el rei hitita Mursilis II va fer un tractat amb el governant de Wilusa anomenat Alaksandu (Alexandre), que havia estat adoptat com a successor per Kukkuni, i es va restablir l'amistat entre els dos estats.
La guerra civil entre Mursilis III i Hattusilis III va produir, de fet, la independència de Wilusa, però al final del regnat d'Hattusilis III ja tornava a ser aliada de l'Imperi Hitita.